# Breitköpfiger Stachelkäfer
|                                                                                        | |
| Abb. 1: Aufsicht                                                                       | Abb. 2: Kopf von vorn |
|                                                                                        | |
| Abb. 3: Seitenansicht                                                                  | Abb. 4: Unterseite |
|                                                                                        | |
| Abb. 5: Halsschild                                                                     | Abb. 6: Schildchen |
|                                                                                        | A: B: |
| Abb. 7: Fühler                                                                         | Abb. 8: A: Unterlippe mit -taster B: Unterkiefer mit Kiefertaster                                                            |
|                                                                                        | |
| Abb. 9: Tarsen von innen am A: Vorder- B: Mittel- und C: Hinterbein (gleicher Maßstab) | Abb. 10: Schiene und 1. Tarsen- glied des Hinterbeins, unten Kopie teilweise koloriert: gelb: Apikalkerbe, grün: Dorsalkerbe |
|                                                                                        | |
| Abb. 11: Larve nach Reitter                                                            | |

Der Breitköpfige Stachelkäfer (Tomoxia bucephala, Syn.: Tomoxia biguttata) ist ein Käfer aus der Familie der Stachelkäfer (Mordellidae), die in die Verwandtschaft der Schwarzkäfer gestellt wird. Die Gattung Tomoxia wurde traditionell als Untergattung der Gattung Mordella geführt und ist in Europa nur mit der einen Art Tomoxia bucephala vertreten.
Der wissenschaftliche Gattungsname „Tomoxia“ (von altgr. τομή, „tomē“ „Schnitt“ und ὀξύς „oxýs“, „scharf“) und der Artname bucephala, ebenfalls aus dem griechischen, (βοῦς „bōūs“„Ochs“ und κεφαλή „kephalē“ „Kopf“) drücken aus, dass der breite Kopf scharf gegen den übrigen Körper abgesetzt ist.

## Merkmale des Käfers
Der schmale und gekrümmte Käfer hat eine Länge von 5,5 bis 8,5 Millimeter, wenn man in der bei den Stachelkäfern üblichen Weise von den Oberkiefern bei vorgestreckten Kopf bis ans Ende der Flügeldecken misst. Das hinter dem Flügeldecken liegende stachelförmige Hinterleibsende (Pygidium), dem die Stachelkäfer ihren Namen verdanken, ist beim Breitköpfigen Stachelkäfer relativ kurz und vergrößert die Gesamtlänge nur um etwa zwei Millimeter. Die schwarze Körperfarbe wird durch die Behaarung weitgehend überdeckt, sodass der Käfer graubraun mit weißlichen Flecken aussieht.
Der Kopf wird bei Gefahr nach unten gezogen, die Mundwerkzeuge zeigen dann bereits wieder schräg nach hinten. Die Oberkiefer enden zweizähnig (Abb. 4). Die Kiefertaster sind viergliedrig, das Endglied breit beilförmig (Abb. 8B). Die Lippentaster sind ebenfalls viergliedrig, das Endglied ist umgekehrt birnenförmig (Abb. 8A). Die großen runden Augen sind fein facetiert und kurz behaart (in Abb. 2 deutlich sichtbar). Sie stehen an der breitesten Stelle des Kopfes und erreichen dessen Hinterrand (Abb. 5). Die elfgliedrigen Fühler (Abb. 7) sind sehr dünn und vom fünften Glied an schwach gesägt. Das letzte Fühlerglied ist an der Spitze ausgerandet.
Der Halsschild (Abb. 5) ist bis zu den Vorderwinkeln gerandet. Er ist längs den Seiten und an der Basis rechts und links der Mitte stärker behaart und wirkt dort hellgrau.
Die Flügeldecken zeigen durch hellere Behaarung kurz hinter der Mitte nahe dem Seitenrand einen meist deutlichen runden weißlichen Fleck. Dies erklärt den Namen bipunctatus. Die Punkte liegen in einem länglichen dunklen Bereich, der Rest der Flügeldecken ist meist etwas blasser behaart als die Flecken (Abb. 1). Die Flügeldecken lassen den größten Teil des Pygidiums unbedeckt. Das kurze Pygidium ist hinten abgestutzt und seine Länge beträgt etwa ein Drittel der Länge der Flügeldecken. Seine Wurzel ist ebenfalls dicht hell behaart. Das große Schildchen ist breiter als lang und trapezförmig (Abb. 6).
Die Familie Stachelkäfer gehört zu der Familiengruppe der Heteromeren (altgr. verschiedenteilig), die an den beiden vorderen Beinpaaren fünfgliedrige Tarsen besitzen, die Tarsen der Hinterbeine sind dagegen nur viergliedrig. Außerdem haben die Tarsen des Breitköpfigen Stachelkäfers sehr unterschiedliche Gestalt (Abb. 9). Die Tarsen der Vorderbeine (Abb. 9 A) sind zierlich, die Tarsen des mittleren Beinpaars (Abb. 9 B) sind sehr langgestreckt, die Hintertarsen (Abb. 9 C), insbesondere das erste Glied, robust und im Querschnitt rechteckig. Die Krallenglieder sind lang, die Krallen unten gezähnelt und an der Basis mit einem borstenförmigen Anhang versehen, nicht kammartig gezähnt (am besten in Abb. 9 C bei voller Auflösung sichtbar). Das vorletzte Tarsenglied ist an den beiden ersten Beinpaaren nicht gelappt oder ausgebuchtet, sondern gerade abgeschnitten. Die Hinterschiene ist kurz vor dem Ende und parallel dazu auf der Oberseite gekerbt (Abb. 10, der Apikalkerb, unten gelb). Außerdem ist sie wie auch das erste Tarsenglied sehr fein längs gekerbt (Dorsalkerb (m.) in Abb. 10 unten grün).

## Biologie
Die Art ist in Laub- und Mischwäldern auf totem Holz und auf Blüten zu finden. Die Larven entwickeln sich in noch festem, aber schon durchpilztem Laubholz (Buchen, Eichen, Weiden, Pappeln, vereinzelt auch Fichten). Die Imagines fressen Pollen (Weißdorn, Hartriegel und andere).

## Verbreitung
Die Art kommt in nahezu allen europäischen Ländern vor, fehlt jedoch in den Baltischen Staaten, Südosteuropa (Griechenland, Albanien, Mazedonien) sowie Irland, Belgien und im Südosten des europäischen Teils von Russland. Das Verbreitungsgebiet erstreckt sich auch über Teile Asiens.